# Andrzej Sariusz-Skąpski

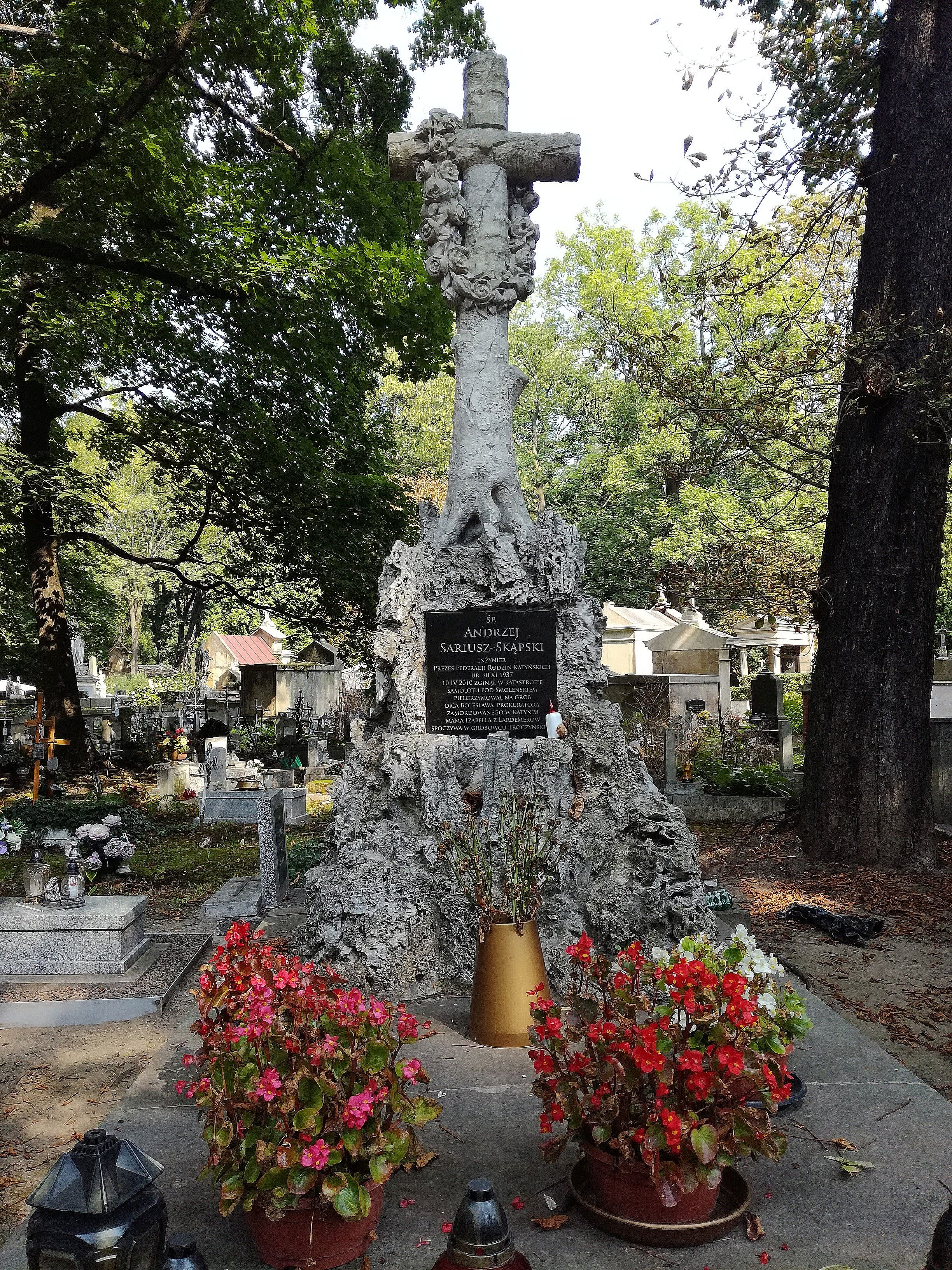
Grab von Andrzej Sariusz-Skąpski

Andrzej Sariusz-Skąpski (* 20. November 1937 in Krakau; † 10. April 2010 in Smolensk, Russland) war seit 2006 Vorstand des Verbandes der Opferangehörigen des Massakers von Katyn.

## Leben
Sariusz-Skąpskis Vater, der vor dem Zweiten Weltkrieg Staatsanwalt im Justizministerium in Warschau war, wurde in Katyn ermordet.
Andrzej Sariusz-Skąpski war in der Zeit der Volksrepublik Polen Vorsitzender der „Patriotischen Bewegung der nationalen Wiedergeburt“ (Patriotyczny Ruch Odrodzenia Narodowego, PRON) in Biały Dunajec im Powiat Tatrzański. In den Jahren von 1996 bis 2003 war er Vizepräsident des Verbandes der Opferangehörigen von Katyn (Federacja Rodzin Katyńskich), seit 2006 war er dessen Präsident.
Am 10. April 2010 gehörte Sariusz-Skąpski zu einer polnischen Delegation um Staatspräsident Lech Kaczyński, die anlässlich des siebzigsten Jahrestages des Massakers von Katyn zur Gedenkstätte nach Russland reisen sollte. Bei einem Flugunfall der Delegation nahe dem Militärflugplatz Smolensk-Nord kam er jedoch gemeinsam mit weiteren hochrangigen Repräsentanten Polens ums Leben.
Postum wurde Sariusz-Skąpski am 16. April 2010 das Ritterkreuz des Ordens Polonia Restituta (Krzyż Kawalerski Orderu Odrodzenia Polski) verliehen.